# Marisa Dippe
Marisa Dippe (Rosario, 1964 - Rosario, 8 de noviembre de 2001) fue una actriz de cine y teatro, directora de teatro y titiritera argentina.
Estudió en el Centro Rosarino de Investigación Teatral, en el Instituto Provincial de Arte y en la carrera de Pedagogía de la Escuela Nacional de Teatro.
En 1988 filmó ―junto con el actor Carlos Resta― un cortometraje llamado Noche de ronda, del director rosarino Héctor Molina.
Perteneció a un grupo autogestionado sobre técnica de clown, en el que participaron Gustavo Viale, Salvador Trapani, Elena Guillén y Celia Parola, entre otros. A principios de los años noventa realizan presentaciones en bares de la ciudad.
Dippe participó como actriz en obras teatrales rosarinas y fue coautora de ¿Adónde va la razón cuando se pierde?, y El humor en los tiempos del cólera. Dirigió obras infantiles y actuó en radioteatros y cine.
En 1998 dirigió al titiritero rosarino Budinetta, del grupo Los Estrellados, en la obra para títeres La tijera.
En 1998 Dippe conoció a Cecilia Piazza (quien era titiritera desde 1984, y que en 1994 había fundado el teatro de títeres La Hormiga). Juntas crearon la obra de títeres Oliverio, el de la vuelta, en la que Dippe fue la directora y Piazza la titiritera.
Esta obra representó a la provincia de Santa Fe en la Cuarta Fiesta Nacional de Títeres, celebrada en la provincia de Misiones en el año 2000.
En 1998 y 1999 dirigió a la titiritera Yeni Mata en Cuentos rodantes, un unipersonal de teatro y títeres.
En mayo de 2001 estrenó con Cecilia Piazza La historia del gigante, escrita, dirigida e interpretada por ambas. Esta obra resultó seleccionada para representar a la ciudad de Rosario en el Encuentro Nacional de Títeres de Cosquín. En la Fiesta Provincial de Teatro (2001) obtuvo una mención por interpretación y manipulación. El Instituto Nacional del Teatro la premió por su calidad, al considerarla «muy buena», y le otorgó al grupo un subsidio por actividad.
El 30 de octubre de 2001 debían presentarse en la ciudad de Santa Fe pero debieron postergarlo al siguiente domingo (13 de noviembre) debido a una enfermedad de Dippe.
Dippe falleció inesperadamente en la ciudad de Rosario el 8 de noviembre de 2001, a los 37 años.

## Obras[13]
- 1998: Oliverio, el de la vuelta (idea, directora)[14][15]
- La historia del gigante (coautora, titiritera), escrito por Marisa Dippe y Cecilia Piazza, interpretado por Diego Percik y Cecilia Piazza, del grupo La Hormiga Teatro.[16]